# Christel Pascal

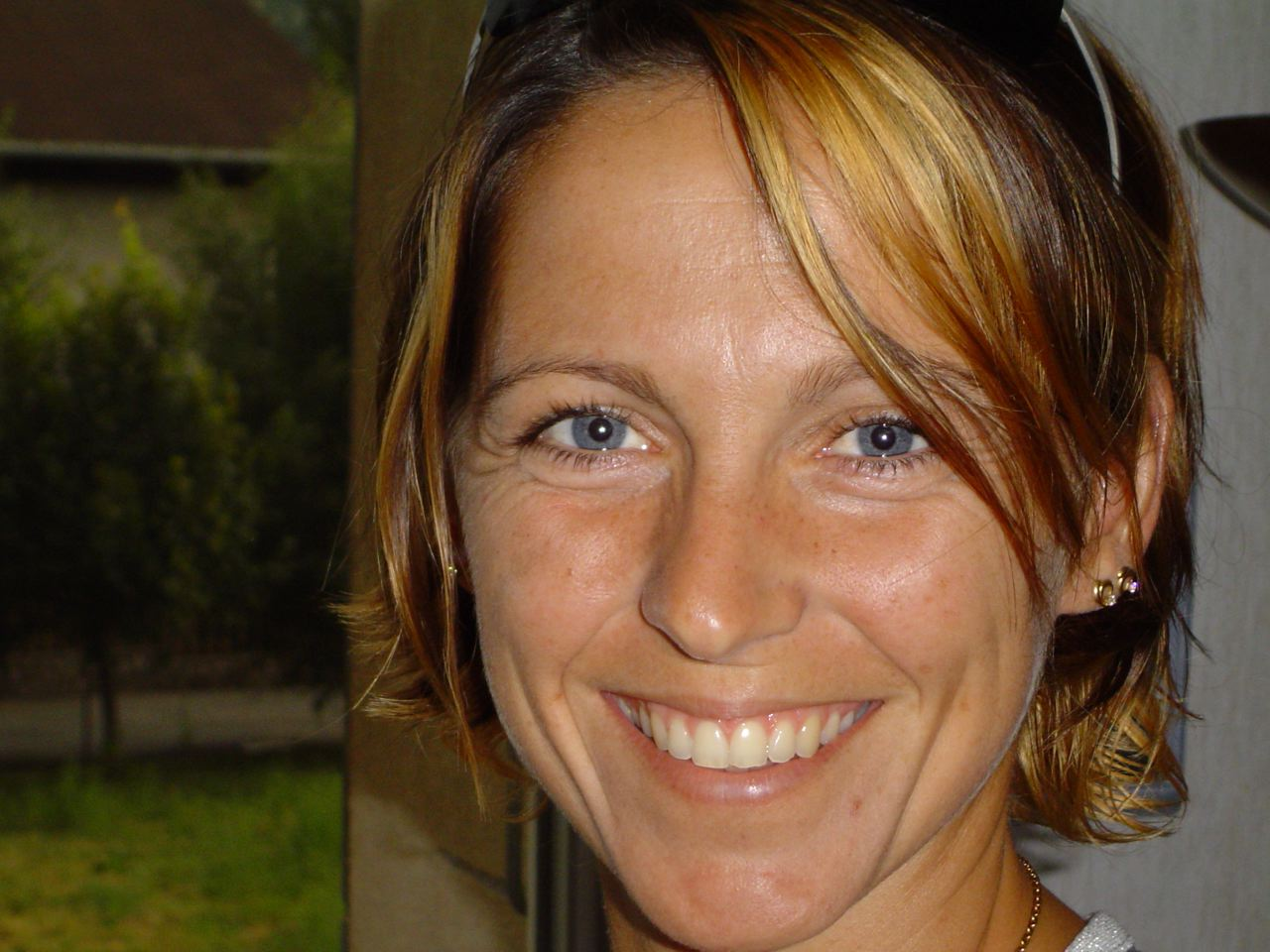
Christel Pascal

Christel Pascal nació el 6 de octubre de 1973 en Gap (Francia), es una esquiadora retirada que ganó 1 Medalla en el Campeonato del Mundo (1 de plata) y 1 victoria en la Copa del Mundo de Esquí Alpino (con un total de 9 podiums).

## Resultados

### Juegos Olímpicos de Invierno
- 2002 en Salt Lake City, Estados Unidos
  - Eslalon Gigante: 25.ª

### Campeonatos Mundiales
- 1997 en Sestriere, Italia
  - Eslalon: 18.ª
- 1999 en Vail, Estados Unidos
  - Eslalon: 18.ª
- 2001 en Sankt Anton am Arlberg, Austria
  - Eslalon: 2.ª
  - Eslalon Gigante: 7.ª
- 2003 en St. Moritz, Suiza
  - Eslalon: 12.ª
- 2005 en Bormio, Italia
  - Eslalon: 12.ª

### Copa del Mundo

#### Clasificación general Copa del Mundo
- 1994-1995: 93.ª
- 1995-1996: 101.ª
- 1996-1997: 66.ª
- 1997-1998: 89.ª
- 1998-1999: 61.ª
- 1999-2000: 12.ª
- 2000-2001: 14.ª
- 2001-2002: 24.ª
- 2002-2003: 17.ª
- 2003-2004: 56.ª
- 2004-2005: 48.ª
- 2005-2006: 110.ª

#### Clasificación por disciplinas (Top-10)
- 1999-2000:
  - Eslalon: 2.ª
- 2000-2001:
  - Eslalon: 6.ª
- 2001-2002:
  - Eslalon: 6.ª
- 2002-2003:
  - Eslalon: 4.ª

#### Victorias en la Copa del Mundo (1)

##### Eslalon (1)
| Fecha                   | Lugar           |
| ----------------------- | --------------- |
| 20 de noviembre de 1999 | Copper Mountain |